# Resolutie 2193 Veiligheidsraad Verenigde Naties
Resolutie 2193 van de Veiligheidsraad van de Verenigde Naties werd op 18 december 2014 met veertien stemmen voor en één onthouding aangenomen door de VN-Veiligheidsraad. De resolutie verlengde opnieuw de ambtstermijnen van de rechters van het Joegoslavië-tribunaal in Den Haag en stelde Serge Brammertz opnieuw aan als openbaar aanklager.
Net als de vorige keer onthield Rusland zich. Het land vond het onaanvaardbaar dat het tribunaal niet tegen de gestelde einddatum zou worden afgerond zonder dat de reden daarvan werd uitgelegd, terwijl Ruslands advies om hulp van buitenaf in te huren werd genegeerd.

## Achtergrond
In 1980 overleed de Joegoslavische leider Tito, die decennialang de bindende kracht was geweest tussen de zes deelstaten van het land. Na zijn dood kende het nationalisme een sterke opmars en in 1991 verklaarde Bosnië en Herzegovina zich onafhankelijk. De Servische minderheid in het land kwam hiertegen in opstand en begon een burgeroorlog, waarbij ze probeerden de Bosnische volkeren te scheiden. Tijdens die oorlog vonden massamoorden plaats waarbij tienduizenden mensen omkwamen. In 1993 werd het Joegoslavië-tribunaal opgericht, dat de oorlogsmisdaden die hadden plaatsgevonden moest berechten.

## Inhoud
Het tribunaal werd opnieuw gevraagd het werk zo snel mogelijk af te ronden, zodat de taken konden worden overgenomen door het Internationaal Residumechanisme voor Straftribunalen. De ambtstermijnen van volgende rechters en rechters ad litem werden verlengd tot 31 juli 2015 of tot de voltooiing van hun lopende zaken:
- Patrick Robinson (kamer van beroep)
- Koffi Kumelio Afande
- Carmel Agius
- Liu Daqun
- Theodor Meron

- Fausto Pocar
- Jean-Claude Antonetti
- O-Gon Kwon
- Burton Hall
- Howard Morrison
- Guy Delvoie

- Christoph Flügge
- Alphons Orie
- Bakone Justice Moloto
- Melville Baird
- Flavia Lattanzi
- Antoine Kesia-Mbe Mindua

Daarnaast werd Serge Brammertz opnieuw aangesteld als openbaar aanklager voor een termijn tot 31 december 2015.

## Verwante resoluties
- Resolutie 2130 Veiligheidsraad Verenigde Naties (2013)
- Resolutie 2183 Veiligheidsraad Verenigde Naties
- Resolutie 2256 Veiligheidsraad Verenigde Naties (2015)
- Resolutie 2269 Veiligheidsraad Verenigde Naties (2016)

Lijst ·  2133 ·  2134 ·  2135 ·  2136 ·  2137 ·  2138 ·  2139 ·  2140 ·  2141 ·  2142 ·  2143 ·  2144 ·  2145 ·  2146 ·  2147 ·  2148 ·  2149 ·  2150 ·  2151 ·  2152 ·  2153 ·  2154 ·  2155 ·  2156 ·  2157 ·  2158 ·  2159 ·  2160 ·  2161 ·  2162 ·  2163 ·  2164 ·  2165 ·  2166 ·  2167 ·  2168 ·  2169 ·  2170 ·  2171 ·  2172 ·  2173 ·  2174 ·  2175 ·  2176 ·  2177 ·  2178 ·  2179 ·  2180 ·  2181 ·  2182 ·  2183 ·  2184 ·  2185 ·  2186 ·  2187 ·  2188 ·  2189 ·  2190 ·  2191 ·  2192 ·  2193 ·  2194 ·  2195